# Klášter La Rábida
Klášter La Rábida, plným názvem klášter Panny Marie La Rábida (španělsky Monasterio de La Rábida či monasterio de Santa María de la Rábida) je španělský františkánský klášter ve městě Palos de la Frontera v andaluské provincii Huelva, jižně od města Huelva. Klášter byl pravděpodobně založen v roce 1261, nicméně oficiálně byla stavba kláštera františkánským mnichům na andaluském pobřeží povolena bulou vzdoropapeže Benedikta XIII. První křesťanská budova na tomto místě byla postavena na místě původní almohadské strážní věže, podle které i dostal klášter jméno – (z arabského rábida či rápita). Františkáni z kláštera celou okolní oblast výrazně ovlivnili. Klášter se proslavil zejména jako místo spojené se zámořskými objevy – i proto jim je věnováno tamější muzeum.

## Historie

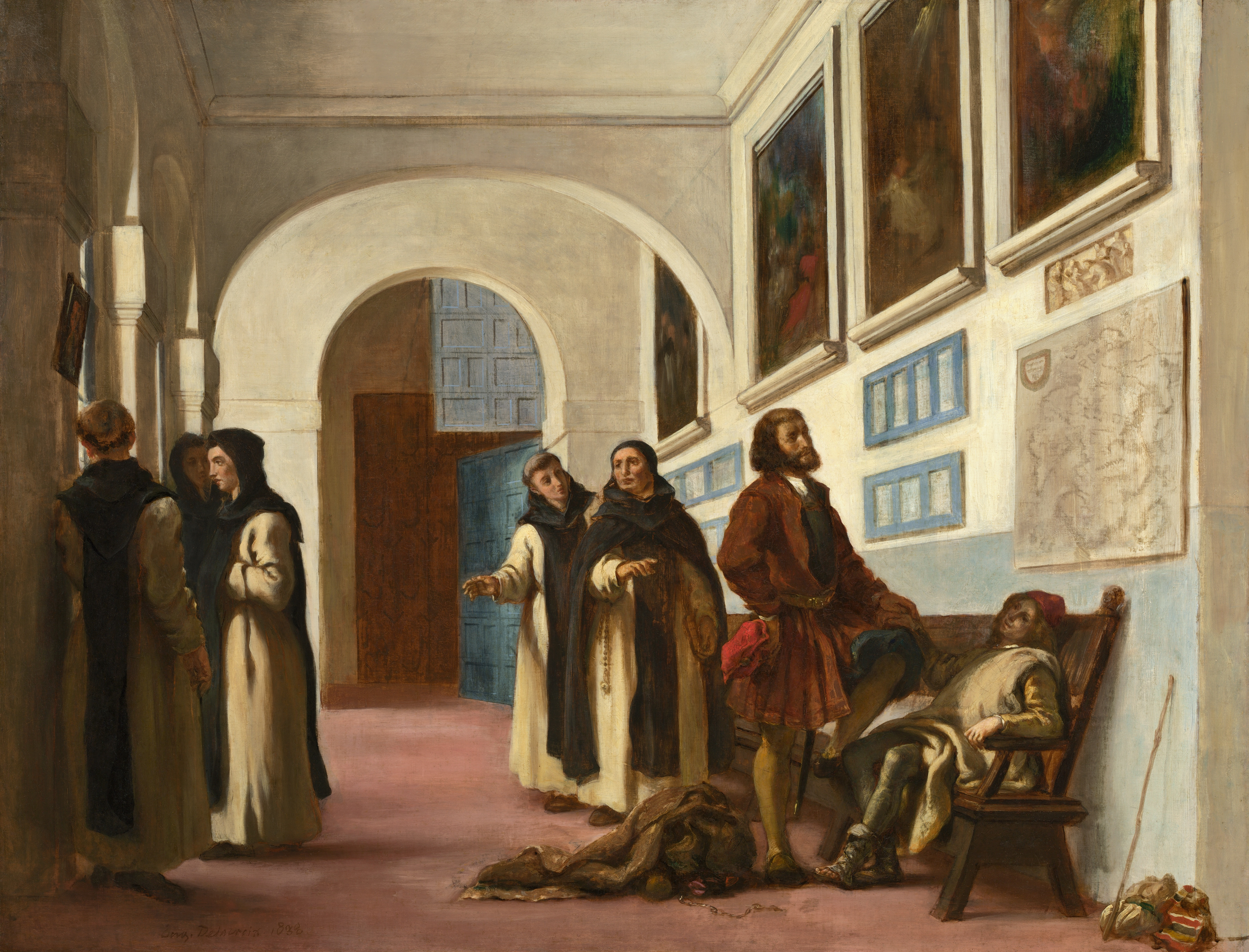
Eugène Delacroix: Kryštof Kolumbus a jeho syn v La Rábidě

Klášter stojí na místě soutoku řek Tinto a Odiel, blízko pobřeží Atlantiku, na místě, které bylo známé v antice jako Saturnova skála. Na tomto místě totiž Féničané uctívali svého boha Melkarta (patrona Týru), Římané později toto místo zasvětili Proserpině. První klášter na tomto místě zbudovali Arabové; mniši, kteří jej obývali se cvičili především k boji. Během 13. století se na tomto místě usadili františkáni.
Klášter se velmi proslavil na přelomu 15. a 16. století, kdy jej v roce 1490 navštívil Kryštof Kolumbus, aby projednal s františkány svoje plány na objevitelskou cestu. Poprvé jej ale navštívil už v roce 1485 a v následujícím čase, kdy zde pobýval a získal cenné rady a kontakty od bratří Juana Peréze a Antonia z Marcheny a námořníka Martína Alonsa Pinzóna. Až s pomocí kvardiána kláštera se Kolumbovi podařilo skrze kardinála Cisnerose přesvědčit královnu Isabelu Kastilskou, aby svolila k jeho zámořské plavbě.
Po svých plavbách se do kláštera uchýlili Hernán Cortés, Francisco Pizarro i Gonzalo de Sandoval, který po připlutí z Ameriky zemřel a je v klášteře pochován.
Během století své existence byl klášter opakovaně přestavován a opravován, k nejvýraznější přestavbě došlo po zemětřesení v Lisabonu v roce 1755. Po konfiskaci církevního majetku a pozemkové reformě z roku 1837 klášter zpustl, nicméně na popud Antonína Orleánského byla v roce 1855, v roce 1856 byl vyhlášen španělskou národní památkou a roku 1882 jej navštívil i král Alfons XII. 3. srpna 1992 se v klášteře konalo zasedání španělské vlády pod vedením krále Juana Carlose I. na připomínku 500. výročí objevení Ameriky. V roce 1993 pak klášter navštívil papež Jan Pavel II., který zde korunoval sošku Panny Marie Rábidské.

## Budovy

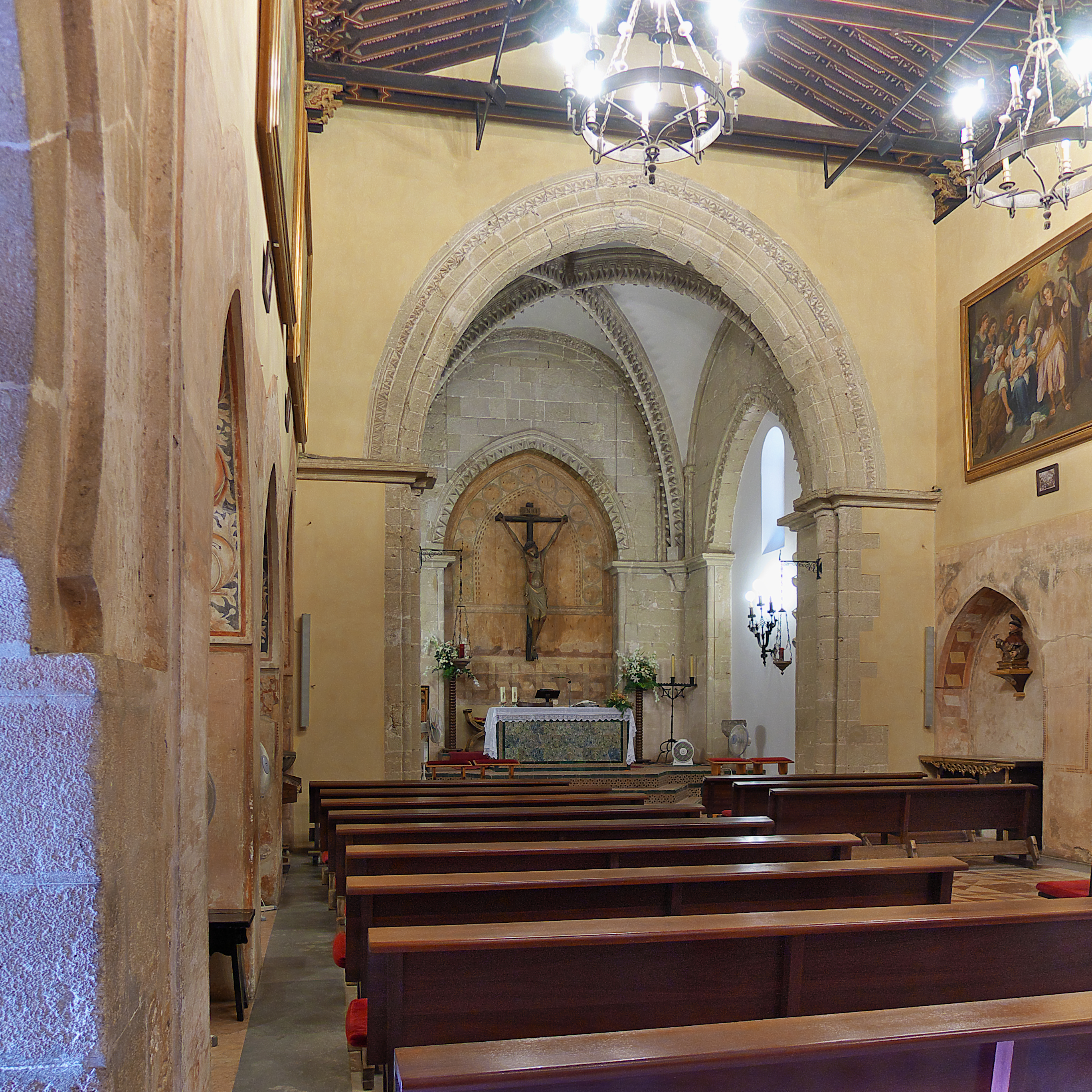
Interiér kostela

Klášter se nachází jihozápadně od středu města, poblíž Atlantského oceánu. Rozkládá se na ploše 2317 m² a má nepravidelný půdorys. V klášteře se nachází kostel, vlastní klášter, křížová chodba, kapitulní síň, knihovna a malá zahrada.